# ارنست اندرسون
ارنست اندرسون (انگلیسی: Ernst Andersson; ۲۶ مارس ۱۹۰۹ – ۹ اکتبر ۱۹۸۹) بازیکن فوتبال اهل سوئد بود.
از باشگاه‌هایی که در آن بازی کرده‌است می‌توان به باشگاه فوتبال گوتبورگ اشاره کرد.
وی همچنین در تیم ملی فوتبال سوئد بازی کرده‌است.